# Ariadna Gil
Ariadna Gil i Giner (Catalaanse uitspraak: [əɾjaðnə ʒil i ʒine]; geboren op 23 januari 1969) is een Spaanse actrice. Ze staat bekend om haar expressieve acteerwerk in films als Belle Epoque of Lágrimas Negras.
Van 1993 tot 2007 trad ze op in meer dan 31 films, zoals Libertarias, geregisseerd door Vicente Aranda; Pan's Labyrinth, door Guillermo del Toro en Soldados de Salamina, geregisseerd door haar ex-echtgenoot David Trueba, met wie zij twee kinderen heeft.

## Filmografie
Uitgezonderd korte films en televisiefilms.
| Filmografie als actrice |                                          |
| Jaar                    | Titel                                    |
| 1986                    | Lola                                     |
| 1988                    | El juego más divertido                   |
| 1988                    | El complot dels anells                   |
| 1990                    | Barcelona, lament                        |
| 1991                    | Capità Escalaborns                       |
| 1991                    | Un submarí a les estovalles              |
| 1992                    | Amo tu cama rica                         |
| 1992                    | Belle Époque                             |
| 1993                    | Mal de amores                            |
| 1994                    | Los peores años de nuestra vida          |
| 1994                    | Todo es mentira                          |
| 1995                    | Mécaniques célestes                      |
| 1995                    | Antártida                                |
| 1995                    | Atolladero                               |
| 1996                    | Malena es un nombre de tango             |
| 1996                    | Libertarias                              |
| 1996                    | Tranvía a la Malvarrosa                  |
| 1998                    | Don Juan                                 |
| 1998                    | Talk of Angels                           |
| 1998                    | Lágrimas negras                          |
| 1999                    | Segunda piel                             |
| 2000                    | Camera Obscura                           |
| 2000                    | Jet Set                                  |
| 2000                    | Nueces para el amor                      |
| 2000                    | Obra maestra                             |
| 2001                    | Torrente 2: Misión en Marbella           |
| 2001                    | El lado oscuro del corazón 2             |
| 2001                    | Off Key                                  |
| 2002                    | El embrujo de Shanghai                   |
| 2002                    | La virgen de la lujuria                  |
| 2002                    | Bear's Kiss                              |
| 2003                    | Soldados de Salamina                     |
| 2005                    | Hormigas en la boca                      |
| 2005                    | Ausentes                                 |
| 2006                    | Bienvenido a casa                        |
| 2006                    | Una estrella y dos cafés                 |
| 2006                    | Pan's Labyrinth                          |
| 2006                    | Alatriste                                |
| 2007                    | Quiéreme                                 |
| 2008                    | Appaloosa                                |
| 2008                    | Sólo quiero caminar                      |
| 2009                    | El baile de la Victoria                  |
| 2011                    | Værelse 304                              |
| 2013                    | The Boy Who Smells Like Fish             |
| 2013                    | Sola contigo                             |
| 2013                    | Vivir es fácil con los ojos cerrados     |
| 2014                    | Murieron por encima de sus posibilidades |
| 2014                    | L'altra frontera                         |
| 2017                    | Zona hostil                              |
| 2019                    | Parking                                  |

- Bibsys: 5086292
- Biblioteca Nacional de España: XX1305712
- Bibliothèque nationale de France: cb156149743 (data)
- Catàleg d'autoritats de noms i títols de Catalunya: 981058529745206706
- Gemeinsame Normdatei: 141339411
- International Standard Name Identifier: 0000 0000 7823 3964
- Library of Congress Control Number: no97022639
- Nationale Bibliotheek van Tsjechië: xx0062909
- Nationale bibliotheek van Australië: 40415019
- Nederlandse Thesaurus van Auteursnamen: 173857620
- Système universitaire de documentation: 113861605
- Trove: 1446667
- Virtual International Authority File: 7710736
- WorldCat: E39PBJvhw7YcBXdtTqjBrQ7fv3